# NFL 1981
Die NFL-Saison 1981 war die 62. Saison im American Football in der National Football League (NFL). Die Regular Season begann am 5. September 1981 und endete am 21. Dezember 1981.
Die Saison endete mit dem Pro Bowl am 31. Januar im Aloha Stadium in Honolulu, Hawaii.

## Regular Season
| AFC East             | AFC East | AFC East | AFC East | AFC East | AFC East | AFC East | AFC East | AFC East |
| Team                 | S        | N        | U        | SQ       | P+       | P−       | DIV      | CONF     |
| -------------------- | -------- | -------- | -------- | -------- | -------- | -------- | -------- | -------- |
| Miami Dolphins       | 11       | 4        | 1        | 0,719    | 345      | 275      | 5–2–1    | 8–3–1    |
| New York Jets        | 10       | 5        | 1        | 0,656    | 355      | 287      | 6–1–1    | 8–5–1    |
| Buffalo Bills        | 10       | 6        | 0        | 0,625    | 311      | 276      | 6–2      | 9–3      |
| Baltimore Colts      | 2        | 14       | 0        | 0,125    | 259      | 533      | 2–6      | 2–10     |
| New England Patriots | 2        | 14       | 0        | 0,125    | 322      | 370      | 0–8      | 2–10     |

| NFC East            | NFC East | NFC East | NFC East | NFC East | NFC East | NFC East | NFC East | NFC East |
| Team                | S        | N        | U        | SQ       | P+       | P−       | DIV      | CONF     |
| ------------------- | -------- | -------- | -------- | -------- | -------- | -------- | -------- | -------- |
| Dallas Cowboys      | 12       | 4        | 0        | 0,750    | 367      | 277      | 6–2      | 8–4      |
| Philadelphia Eagles | 10       | 6        | 0        | 0,625    | 368      | 221      | 4–4      | 7–5      |
| New York Giants     | 9        | 7        | 0        | 0,563    | 295      | 257      | 5–3      | 8–6      |
| Washington Redskins | 8        | 8        | 0        | 0,500    | 347      | 349      | 3–5      | 6–6      |
| St. Louis Cardinals | 7        | 9        | 0        | 0,438    | 315      | 408      | 2–6      | 4–8      |

| AFC Central         | AFC Central | AFC Central | AFC Central | AFC Central | AFC Central | AFC Central | AFC Central | AFC Central |
| Team                | S           | N           | U           | SQ          | P+          | P−          | DIV         | CONF        |
| ------------------- | ----------- | ----------- | ----------- | ----------- | ----------- | ----------- | ----------- | ----------- |
| Cincinnati Bengals  | 12          | 4           | 0           | 0,750       | 421         | 304         | 4–2         | 10–2        |
| Pittsburgh Steelers | 8           | 8           | 0           | 0,500       | 356         | 297         | 3–3         | 5–7         |
| Houston Oilers      | 7           | 9           | 0           | 0,438       | 281         | 355         | 4–2         | 6–6         |
| Cleveland Browns    | 5           | 11          | 0           | 0,313       | 276         | 375         | 1–5         | 2–10        |

| NFC Central          | NFC Central | NFC Central | NFC Central | NFC Central | NFC Central | NFC Central | NFC Central | NFC Central |
| Team                 | S           | N           | U           | SQ          | P+          | P−          | DIV         | CONF        |
| -------------------- | ----------- | ----------- | ----------- | ----------- | ----------- | ----------- | ----------- | ----------- |
| Tampa Bay Buccaneers | 9           | 7           | 0           | 0,563       | 315         | 268         | 6–2         | 9–3         |
| Detroit Lions        | 8           | 8           | 0           | 0,500       | 397         | 322         | 4–4         | 6–6         |
| Green Bay Packers    | 8           | 8           | 0           | 0,500       | 324         | 361         | 4–4         | 7–7         |
| Minnesota Vikings    | 7           | 9           | 0           | 0,438       | 325         | 369         | 4–4         | 6–6         |
| Chicago Bears        | 6           | 10          | 0           | 0,375       | 253         | 324         | 2–6         | 2–10        |

| AFC West           | AFC West | AFC West | AFC West | AFC West | AFC West | AFC West | AFC West | AFC West |
| Team               | S        | N        | U        | SQ       | P+       | P−       | DIV      | CONF     |
| ------------------ | -------- | -------- | -------- | -------- | -------- | -------- | -------- | -------- |
| San Diego Chargers | 10       | 6        | 0        | 0,625    | 478      | 390      | 6–2      | 8–4      |
| Denver Broncos     | 10       | 6        | 0        | 0,625    | 321      | 289      | 5–3      | 7–5      |
| Kansas City Chiefs | 9        | 7        | 0        | 0,563    | 343      | 290      | 5–3      | 7–5      |
| Oakland Raiders    | 7        | 9        | 0        | 0,438    | 273      | 343      | 2–6      | 5–7      |
| Seattle Seahawks   | 6        | 10       | 0        | 0,375    | 322      | 388      | 2–6      | 6–8      |

| NFC West            | NFC West | NFC West | NFC West | NFC West | NFC West | NFC West | NFC West | NFC West |
| Team                | S        | N        | U        | SQ       | P+       | P−       | DIV      | CONF     |
| ------------------- | -------- | -------- | -------- | -------- | -------- | -------- | -------- | -------- |
| San Francisco 49ers | 13       | 3        | 0        | 0,813    | 357      | 250      | 5–1      | 10–2     |
| Atlanta Falcons     | 7        | 9        | 0        | 0,438    | 426      | 355      | 3–3      | 6–6      |
| Los Angeles Rams    | 6        | 10       | 0        | 0,375    | 303      | 351      | 2–4      | 5–7      |
| New Orleans Saints  | 4        | 12       | 0        | 0,250    | 207      | 378      | 2–4      | 2–10     |

 Divisionssieger 0
 Wildcard

Quelle: pro-football-reference.com

### Divisional Tie-Breaker
- Die Chargers gewannen die AFC West aufgrund der besseren Divisions-Bilanz gegenüber den Broncos.
- Die Lions wurden aufgrund der besseren Bilanz gegen gemeinsame Gegner vor den Packers geführt (4:4 gegenüber 3:5).
- Die Colts gewannen beide Spiele gegen die Patriots und setzten sich damit im direkten Vergleich durch.

Quelle: nfl.com

## Play-offs

### Setzlisten
| AFC  | AFC                | AFC            | AFC    |
| Rang | Team               | Division       | Bilanz |
| ---- | ------------------ | -------------- | ------ |
| 1    | Cincinnati Bengals | Sieger Central | 12–4–0 |
| 2    | Miami Dolphins     | Sieger East    | 11–4–1 |
| 3    | San Diego Chargers | Sieger West    | 10–6–0 |
| 4    | New York Jets      | East           | 10–5–1 |
| 5    | Buffalo Bills      | East           | 10–6–0 |
| –    | Denver Broncos     | West           | 10–6–0 |

| NFC  | NFC                  | NFC            | NFC    |
| Rang | Team                 | Division       | Bilanz |
| ---- | -------------------- | -------------- | ------ |
| 1    | San Francisco 49ers  | Sieger West    | 13–3   |
| 2    | Dallas Cowboys       | Sieger East    | 12–4   |
| 3    | Tampa Bay Buccaneers | Sieger Central | 09–7   |
| 4    | Philadelphia Eagles  | East           | 10–6   |
| 5    | New York Giants      | West           | 09–7   |

### Conference Tie-Breaker
- Die Bills setzten sich gegen die Broncos im Kampf um den zweiten Wildcard-Platz in der AFC aufgrund des gewonnenen direkten Vergleichs durch.

Quelle: nfl.com
Die Play-offs begannen am 27. Dezember und liefen bis zum 10. Januar 1982.
Die San Francisco 49ers gewannen ihren ersten Super Bowl.
|  |                                 |                                 |                                 |                                 |                                 |                                 |                                 |             |                |                |                |    |  |  |  |  |  |
|  |                                 |                                 |                                 |                                 | Divisional Playoffs             |                                 |                                 |             |                |                |                |    |  |  |  |  |  |
|  |                                 |                                 |                                 |                                 | 3. Januar – Riverfront Stadium  |                                 |                                 |             |                |                |                |    |  |  |  |  |  |
|  | AFC Wild Card Game              | AFC Wild Card Game              | AFC Wild Card Game              | AFC Championship                | AFC Championship                | AFC Championship                |                                 |             |                |                |                |    |  |  |  |  |  |
|  | AFC Wild Card Game              | AFC Wild Card Game              | AFC Wild Card Game              | AFC Championship                | AFC Championship                | AFC Championship                | 1                               | Cincinnati  | 28             |                |                |    |  |  |  |  |  |
|  | 27. Dezember – Shea Stadium     | 27. Dezember – Shea Stadium     | 27. Dezember – Shea Stadium     | 10. Januar – Riverfront Stadium | 10. Januar – Riverfront Stadium | 10. Januar – Riverfront Stadium | 1                               | Cincinnati  | 28             |                |                |    |  |  |  |  |  |
|  | 27. Dezember – Shea Stadium     | 27. Dezember – Shea Stadium     | 27. Dezember – Shea Stadium     | 10. Januar – Riverfront Stadium | 10. Januar – Riverfront Stadium | 10. Januar – Riverfront Stadium | 5                               | Buffalo     | 21             |                |                |    |  |  |  |  |  |
|  | 4                               | N.Y. Jets                       | 27                              | 1                               | Cincinnati                      | 27                              | 5                               | Buffalo     | 21             |                |                |    |  |  |  |  |  |
|  | 4                               | N.Y. Jets                       | 27                              | 1                               | Cincinnati                      | 27                              | 2. Januar – Miami Orange Bowl   |             |                |                |                |    |  |  |  |  |  |
|  | 5                               | Buffalo                         | 31                              |                                 | 3                               | San Diego                       | 7                               |             | Super Bowl XVI | Super Bowl XVI | Super Bowl XVI |    |  |  |  |  |  |
|  | 5                               | Buffalo                         | 31                              | 2                               | 3                               | San Diego                       | 7                               | Miami       | Super Bowl XVI | Super Bowl XVI | Super Bowl XVI | 38 |  |  |  |  |  |
|  |                                 |                                 |                                 | 2                               |                                 |                                 | 24. Januar – Pontiac Silverdome | Miami       |                |                |                | 38 |  |  |  |  |  |
|  | 3                               | San Diego (OT)                  | 41                              |                                 |                                 |                                 |                                 |             |                |                |                |    |  |  |  |  |  |
|  | 3                               | San Diego (OT)                  | 41                              | A1                              | Cincinnati                      | 21                              |                                 |             |                |                |                |    |  |  |  |  |  |
|  | 3. Januar – Candlestick Park    |                                 |                                 | A1                              | Cincinnati                      | 21                              |                                 |             |                |                |                |    |  |  |  |  |  |
|  | NFC Wild Card Game              | NFC Wild Card Game              | NFC Wild Card Game              | NFC Championship                | NFC Championship                | NFC Championship                |                                 | N1          | San Francisco  | 26             |                |    |  |  |  |  |  |
|  | NFC Wild Card Game              | NFC Wild Card Game              | NFC Wild Card Game              | NFC Championship                | NFC Championship                | NFC Championship                | 1                               | N1          | San Francisco  | 26             | San Francisco  | 38 |  |  |  |  |  |
|  | 27. Dezember – Veterans Stadium | 27. Dezember – Veterans Stadium | 27. Dezember – Veterans Stadium | 10. Januar – Candlestick Park   | 10. Januar – Candlestick Park   | 10. Januar – Candlestick Park   | 1                               |             |                |                | San Francisco  | 38 |  |  |  |  |  |
|  | 27. Dezember – Veterans Stadium | 27. Dezember – Veterans Stadium | 27. Dezember – Veterans Stadium | 10. Januar – Candlestick Park   | 10. Januar – Candlestick Park   | 10. Januar – Candlestick Park   | 5                               | N.Y. Giants | 24             |                |                |    |  |  |  |  |  |
|  | 4                               | Philadelphia                    | 21                              | 1                               | San Francisco                   | 28                              | 5                               | N.Y. Giants | 24             |                |                |    |  |  |  |  |  |
|  | 4                               | Philadelphia                    | 21                              | 1                               | San Francisco                   | 28                              | 2. Januar – Texas Stadium       |             |                |                |                |    |  |  |  |  |  |
|  | 5                               | N.Y. Giants                     | 27                              |                                 | 2                               | Dallas                          | 27                              |             |                |                |                |    |  |  |  |  |  |
|  | 5                               | N.Y. Giants                     | 27                              | 2                               | 2                               | Dallas                          | 27                              | Dallas      | 38             |                |                |    |  |  |  |  |  |
|  |                                 |                                 |                                 | 2                               |                                 |                                 |                                 |             | 38             |                |                |    |  |  |  |  |  |
|  | 3                               | Tampa Bay                       | 0                               |                                 |                                 |                                 |                                 |             |                |                |                |    |  |  |  |  |  |
|  | 3                               | Tampa Bay                       | 0                               |                                 |                                 |                                 |                                 |             |                |                |                |    |  |  |  |  |  |

## Super Bowl XVI
Der 16. Super Bowl fand am 24. Januar 1982 im Silverdome in Pontiac, Michigan statt. Im Finale trafen die San Francisco 49ers auf die Cincinnati Bengals.
|                     | 1 | 2  | 3 | 4  | Gesamt |
| ------------------- | - | -- | - | -- | ------ |
| Cincinnati Bengals  | 0 | 0  | 7 | 14 | 21     |
| San Francisco 49ers | 7 | 13 | 0 | 6  | 26     |

## Auszeichnungen
| Most Valuable Player            | Ken Anderson, Quarterback, Cincinnati Bengals  |
| Coach of the Year               | Bill Walsh, San Francisco 49ers                |
| Offensive Player of the Year    | Ken Anderson, Quarterback, Cincinnati Bengals  |
| Defensive Player of the Year    | Lawrence Taylor, Linebacker, New York Giants   |
| Offensive Rookie of the Year    | George Rogers, Runningback, New Orleans Saints |
| Defensive Rookie of the Year    | Lawrence Taylor, Linebacker, New York Giants   |
| Comeback Player of the Year     | Ken Anderson, Quarterback, Cincinnati Bengals  |
| Man of the Year                 | Lynn Swann, Wide Receiver, Pittsburgh Steelers |
| Super Bowl Most Valuable Player | Joe Montana, Quarterback, San Francisco 49ers  |